# Geissois racemosa
Geissois racemosa är en tvåhjärtbladig växtart som beskrevs av Jacques-Julien Houtou de La Billardière. Geissois racemosa ingår i släktet Geissois och familjen Cunoniaceae. Inga underarter finns listade i Catalogue of Life.